# Phoenix New Times
Phoenix New Times é uma empresa de mídia digital e impressa gratuita com sede em Phoenix, Arizona. O New Times faz cobertura online diária de notícias locais, restaurantes, música e artes, bem como jornalismo narrativo de longa data. Uma edição impressa semanal circula todas as quintas-feiras. A empresa é propriedade do Voice Media Group desde janeiro de 2013, quando um grupo de executivos seniores comprou dos proprietários fundadores. David Hudnall foi nomeado editor-chefe do Phoenix New Times em janeiro de 2020.